# J'entends plus la guitare
J'entends plus la guitare är en fransk dramafilm från 1991 i regi av Philippe Garrel.

## Roller (urval)
- Benoît Régent – Gérard
- Johanna ter Steege – Marianne
- Yann Collette – Martin
- Mireille Perrier – Lola
- Brigitte Sy – Aline
- Anouk Grinberg – Adrienne
- Adélaïde Blasquez – Linda
- Philippe Morier-Genoud – halvbrodern